# 11 décembre 1991
Le mercredi 11 décembre 1991 est le 345e jour de l'année 1991.

## Naissances
- Anna Bergendahl, chanteuse suédoise
- Billy McFarland, homme d'affaires américain condamné pour escroquerie
- Célia Martinez, skieuse de vitesse française
- Jan Vandrey, céiste allemand
- Matías Laba, footballeur argentin
- Mathieu Maret, joueur de hockey sur glace suisse
- Rafik Boulaïnceur, joueur de football algérien
- Rebecca Chin, rameuse britannique
- Siliva Siliva, joueur de rugby australien

## Décès
- Artur Lundkvist (né le 3 mars 1906), écrivain, poète et critique littéraire suédois
- Giuseppe Luraghi (né le 12 juin 1905), journaliste, écrivain et homme d'affaires italien
- Helge Nielsen (né le 12 octobre 1918), homme politique danois
- Mario Tobino (né le 16 janvier 1910), écrivain italien
- Simon Scott (né le 21 septembre 1920), acteur américain
- Xu Xingzhi (né le 5 avril 1904), peintre chinois

## Événements
- Découverte de l'astéroïe (6563) Steinheim
- Fin du championnat d'Équateur de football 1991
- Sortie du film Hook ou la Revanche du capitaine Crochet
- Création du Parti démocrate-chrétien d'Albanie
- Fin du Sénat Wedemeier II et début du Sénat Wedemeier III